# خسروی (قصر شیرین)
خُسرَوی، روستایی در بخش مرکزی شهرستان قصرشیرین استان کرمانشاه ایران است.
این روستا غربی‌ترین نقطه استان کرمانشاه از لحاظ مختصات جغرافیایی و مسکونی بودن است.
این روستا در نزدیکی مرز خسروی (مرز ایران با عراق) واقع شده است.

## جمعیت
بر پایه سرشماری عمومی نفوس و مسکن در سال ۱۳۹۵ جمعیت این مکان ۵۲ نفر (۱۱ خانوار) بوده است.